# ヒドロキシケイ皮酸
ヒドロキシケイ皮酸（ヒドロキシけいひさん、hydroxycinnamic acid）類は、C6-C3骨格を有するポリフェノールの一分類である。これらの化合物はケイ皮酸のヒドロキシ誘導体である。
食品に含まれるフィトケミカルには、以下のヒドロキシ桂皮酸類がある。
- α-シアノ-4-ヒドロキシケイ皮酸
- コーヒー酸 – ゴボウ、サンザシ、アーティチョーク、 西洋ナシ、バジル、タイム、オレガノ、リンゴ
- シコリン酸
- ケイ皮酸 – アロエ
- クロロゲン酸 – エキナセア、イチゴ、パイナップル、コーヒー、ヒマワリ、ブルーベリー
- ジフェルラ酸
- クマル酸
- クマリン – 柑橘類、トウモロコシ
- フェルラ酸（3-メトキシ-4-ヒドロキシケイ皮酸）– エンバク、イネ、アーティチョーク、オレンジ、パイナップル、リンゴ、落花生
- シナピン酸（3,5-ジメトキシ-4-ヒドロキシケイ皮酸あるいはシナプ酸）

## ヒドロキシシンナモイル酒石酸類
- カフタル酸 – ブドウおよびワイン、主にトランス異性体[1]
- クタル酸 – ブドウおよびワイン、トランスおよびシス異性体[1]
- フェルタル酸 – ブドウおよびワイン、主にトランス異性体[1]